# IWiW
Az iWiW magyar közösségi weboldal volt, egyike a világ legelső közösségi hálózatainak. A szolgáltatás 2002. április 14-én kezdte meg működését WiW néven, 2005 és 2010 között a leglátogatottabb magyar weboldal volt, amíg 2010 márciusára az ötödik helyre nem esett vissza. A sikeres startup 2006-os felvásárlását követően a rendszer üzemeltetője a Magyar Telekom Nyrt. tulajdonában álló Origo Média és Kommunikációs Szolgáltató Zrt. lett, ügyvezető igazgatója ekkortól Szabó Márton volt. Az iWiW név az angol „international who is who” („nemzetközi ki kicsoda”) kifejezés rövidítése.
Az Origo Zrt. 2014. május 15-én bejelentette, hogy a szolgáltatást 12 év után megszüntetik. Habár a weboldal 2013-ban még nyereséget termelt, ezt 2014-re már nem sikerült tartani, erre hivatkozva az anyavállalat 2014. június 30-án megszüntette a szolgáltatást.

## Működése
A közösségbe eleinte új tag csak akkor léphetett be, ha a korábban regisztráltak közül valaki az iWiW rendszeréből meghívólevelet küldött neki, azonban később már anélkül is lehetett regisztrálni. Regisztrációkor a nevet és az e-mail címét tárolta el a rendszer, de további adatokat is meg lehetett adni, mint például születési dátum, foglalkozás vagy az általános-, közép-, főiskola, egyetem. A regisztrációkor megadott (meghívott) e-mail-cím később akár módosítható is volt.
Az új tag listázhatta a többiek nevét és még pár adatot, amelyek alapján megbizonyosodhatott, hogy valóban az ismerőse-e az, akinek a nevét látta. Ha az ismeretséget az ismerős visszaigazolta, akkor már látták egymás adataiból az e-mail-címet és a születésnapot is, továbbá az ismerős ismerőseinek felsorolását, akik között nagy valószínűséggel újabb ismerősöket – volt osztálytársakat, régi ismerősöket – fedezhettek fel. Ismeretlenek adatlapján látható volt az úgynevezett „legrövidebb út” is, amellyel meg lehetett nézni, hány – akár fiktív – azonosítón keresztül volt összekapcsolható a két ID. A megváltozott iWiW rendszerben már visszaigazolás nélkül is láthatók voltak az ismerős ismerősei, és az is, hogy mikor lépett be utoljára az illető. Az iWiW születésnapjait nagyszabású összejövetelekkel ünnepelték a tagok.

## Története

### Kezdetektől a felvásárlásig

A WiW eredeti logója (2002–2005 között)

Az iWiW kezdeti logója (2005–2010)

Az iWiW.hu őse, a WiW.hu az egyik legelső volt a közösségtérképező honlapok között a külföldi Ryze, a Friendster és az Everyonesconnected.com mellett. Várady Zsolt webfejlesztő 2002 márciusában készítette el a tesztváltozatot, és még az év április 14-én kezdte meg a lap a működését. Várady Zsolt „e-Magyarország díjat” kapott a WiW, a legnagyobb magyar nyelvű közösségi weboldal fejlesztéséért.
2005. október 10-én megújult a rendszer, és megkapta az iWiW nevet. A „megújulás” nem továbbfejlesztést, hanem cserét jelentett, így megváltozott a „Szolgáltatási szerződés” számos jelentős pontja; így például kikerült az a rész, hogy „a WiW-ben garantáltan soha nem lesznek reklámok”. Ennek megfelelően az új rendszer mindjárt nagy mennyiségű reklámmal indult, majd újabb, kreatív reklámmegoldásokat is kipróbáltak (például reklámmenüpontokat, vagy a rendszerbe beépített reklámszolgáltatásokat, mint például a keresési eredményekbe épített reklámtalálatokat).
Sok új funkciót építettek be, többek között az alábbiakat:
- többnyelvűség (15 idegen nyelv)
- az ismerősök csoportosításának lehetősége
- apróhirdetési rendszer
- képfeltöltési lehetőség
- bővített adatlap és kapcsolatiháló-megjelenítő (térkép), az adatok nyilvánosságának szabályozásával
- bármely tag ismerőseinek listázása
- városokba rendezés
- rendszerüzenetek és külső e-mailes értesítés
- üzenőfal és belső üzenetküldési rendszer
- nyílt fórum, lehetőség téma indítására

A megújult rendszer exponenciális növekedésnek indult, mivel elkezdtek e-maileket küldeni a regisztrált felhasználóknak az iWiW-es eseményekről (addig legfeljebb csak belső rendszerüzenet volt), annak is, aki azelőtt sose lépett be. Rövid időn belül rengeteg új felhasználó regisztrálta magát, tömérdek képet töltöttek fel. A növekedéssel az iWiW műszaki háttere nem tudott lépést tartani, így a „Gépház” – ahogy a fejlesztő-karbantartó csapat nevezte magát – 2006. január 12-én kénytelen volt a szolgáltatásokban korlátozásokat bevezetni. Rövid ideig a képfeltöltés lehetőségét is kikapcsolták, szüneteltették a meghívóküldést, ami hatására a Vaterán pénzért kezdtek árulni egy meghívót, ami nagy sajtóvisszhangot kapott. Február 10-én a megszorítások enyhülni kezdtek: minden tag kapott egy meghívóküldési lehetőséget. Márciusban az oldal az 500 000-es taglétszámot is meghaladta, így egy jelentős kiszolgálóbővítés és erőforrás-frissítés is szükségessé vált, amelyet 2006 áprilisában hajtottak végre.
Az immáron 640 000 taggal rendelkező, 35 millió kapcsolatot kezelő iWiW története fordulóponthoz érkezett, amikor 2006. április 28-án közel egymilliárd forintért felvásárolta a Magyar Telekom, amely a T-Online csoportba építette be az iWiW szolgáltatáskörét, majd két évvel később beolvadt az Origo Média és Kommunikációs Szolgáltató Zrt.-be. Az első hónapban kilenc új szervert állítottak munkába, minden tag kapott egy meghívót, ha nem volt neki, de a többnyelvűség (ami a névváltást indokolta) megszűnt, miközben a felhasználók száma meghaladta a 930 000-et, 55 milliós kapcsolatszám mellett. Május 4-én látogatottsági rekordot döntött az oldal: 443 673 látogató 16 107 708 lapletöltést generált. A kiugróan magas értékeket (amivel megelőzték az Index.hu és a Startlap.hu forgalmát) egy lánclevélnek köszönhette az oldal, amely (hamisan) azt állította, hogy ha nem küldik tovább legalább ötven személynek, akkor a felhasználó fiókját inaktívnak minősítik. A regisztrált felhasználók száma 2006. július 18-án érte el az egymilliót, december 18-án a másfél milliót.

### A növekedés időszaka
2007. június 5-én indult el a mobil verzió publikus béta verziója. A szervert augusztus 16-án rendőri kísérettel átszállították a T-Online szerverterméből a Dataplex adatközpontba. Az üzemeltetők elmondása szerint az iWiW rendszer felhasználószáma elérte a 2,6 milliót, a kapcsolatok száma pedig a 220 milliót. 2007. november 4-én pletykaszinten felmerült, majd november 15-én a webhely-üzemeltetők is megerősítették, hogy a civil kezdeményezéseknek, nonprofit szervezeteknek és üzleti vállalkozásoknak külön iWiW-es felületet nyitnak közösségek néven. Az üzleti közösségeknek egyszeri regisztrációs díjat, valamint ismerősönként 30 Ft-ot kell fizetniük – a fenntartók reményei szerint megszabadítva ezzel a felhasználókat a reklámcélú bejelölésektől. A már meglévő identitásokat 2008. március 11-től közösségekké lehetett alakítani, újakat lehetett indítani. A nem élő természetes személyeket takaró adatlapok törlésre kerültek június 30-a után. Április 23-ra online flashmobot szerveztek az iWiW fejlesztéséért. Június 30-án az iWiW Kft. – a vállalatcsoporton belüli átalakítási folyamatok eredményeként – beolvadt az Origo Média és Kommunikációs Szolgáltató Zrt-be.
| Felhasználók száma | Dátum              | Forrás |
| ------------------ | ------------------ | ------ |
| 22 000             | 2002. december     | [ 23 ] |
| 50 000             | 2004. április      | [ 23 ] |
| 100 000            | 2005. május        | [ 23 ] |
| 500 000            | 2006. március 3.   | [ 8 ]  |
| 1 000 000          | 2006. július 18.   | [ 14 ] |
| 1 500 000          | 2006. december 18. | [ 15 ] |
| 2 600 000          | 2007. augusztus    | [ 18 ] |
| 4 000 000          | 2008. december 24. | [ 24 ] |
| 4 700 000          | 2012. január       | [ 25 ] |
| 4 550 000          | 2014. június 30.   | [ 26 ] |

2008. december 24-én a felhasználók száma elérte a négymilliót.
2009 végén az iWiW-en bevezették az Üzenőfalat felváltó Hírfolyamot, majd egy-két hónap múlva kiegészítették a megjegyzéshez írt hozzászólás és „tetszik-nem tetszik” funkciókkal. Április 16-án új megjelenést kapott a portál, illetve lehetőséget kaptak a külsős fejlesztők az alkalmazáskészítésre. A fejlesztők egyszerűsítették a keresést és az adatlapok szerkesztését. Április 22-én több mint húsz alkalmazás debütált az oldalon. Ez a szám májusra félszázra nőtt, amelyeket hetente 850 ezren használtak. Június 15-től lehetőség volt kedvenc könyvek, zenék, filmek hozzáadására a profiloldalhoz. 2009-ben az iWiW keresőkifejezésre kerestek legtöbben a magyar felhasználók.

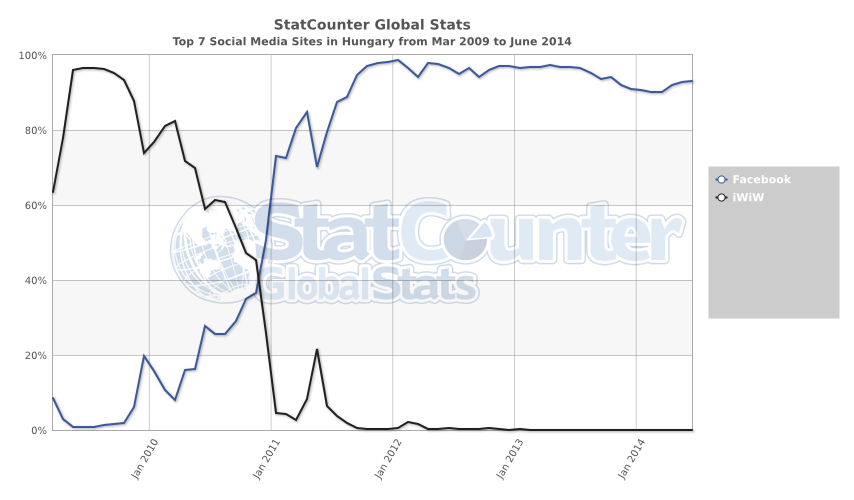
A Facebook (kék) és az iWiW (fekete) részesedésének változása 2009 márciusától 2014 júniusáig

2010. március 25-én súlyos biztonsági rés keletkezett a szolgáltatás üzenetküldő rendszerében. A hibát egy külső jelzés alapján észlelték és javították, ez idő alatt két IP-címről érkezett nem rendeltetésszerű lekérdezés. Áprilistól már külső szolgáltatások (weboldalak, kliensek) is használhatták az iWiW API-t. Júliusban megjelent az iWiW mobiltelefonra készült alkalmazása iOS-re és Androidra, később pedig Symbian operációs rendszerre. Augusztusban eseménykezelő funkciót kapott az oldal. Szeptember elsejétől a T-Mobile (Magyar Telekom) előfizetői díjmentesen érhették el mobilkészülékeikről az iWiW-et. November 5-től megújult és új külsőt kapott a klubrendszer. Az év decemberének első felében egyes szakmai elemzések azt mutatták, hogy az iWiW alulmaradt a hazai felhasználókért a Facebookkal vívott küzdelemben. Az iWiW fejlesztői röviddel ezt megelőzően a közösségi portál megújítását jelentették be, ami elsősorban a felhasználói felület átalakítását takarta. Ám 2010-re a felhasználók nagy része a szolgáltatás leveleit spamszűrőre rakta, mivel kezelhetetlen mennyiségű spam, lánclevél és hoax érkezett a felhasználók postafiókjába. Az oldal lassú működése és a meghívásos rendszer (a Facebookra ekkor évek óta bárki szabadon regisztrálhatott) hatására a felhasználók nagy része elpártolt a szolgáltatástól, és 2010 végére már több magyar használta a rivális szolgáltatást (a Facebook magyar felülete 2008 novemberében debütált).

### A piaci verseny elvesztése

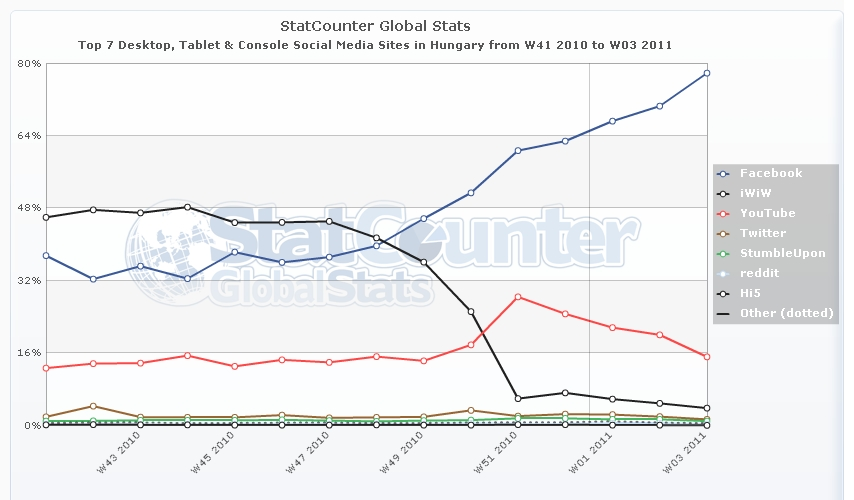
Az iWiW (fekete) részesedésének drasztikus csökkenése 2011 januárjában (később ez mérési hibának bizonyult)

2011 januárja végén a StatCounter szakmai elemzése szerint az iWiW piaci részesedésének 2 hét alatt majdnem egyhatodára csökkent, amely visszaesés időben egybeesett az iWiW felületének megújulásával. Erről később kiderült, hogy mérési hiba, bár valóban történt némi esés, de korántsem ilyen drasztikus. Az év folyamán az üzemeltetők piaci helyzetük megerősítése érdekében bevezették a publikus klubokat, eseményeket, apróhirdetéseket. A felhasználók adatlapjai megjelenhettek a keresők találataiban (ha engedélyezték ezt a funkciót). Tavasszal elkezdődött a portál mélyrepülése. A HVG májusban számolt be arról, hogy az egy éve még legnépszerűbb magyar weboldalt már nemcsak a Facebook, hanem az Origo és a Freemail is lehagyta.
A Mediameter médiakutató felmérése szerint 2012 elején a felnőtt magyarországi lakosság 23%-a vallotta magát iWiW-tagnak, 2013 elejére ez az arány 11%-ra esett. Az oldalt hetente többször látogatók aránya ugyanekkor 3% volt. 2012 januárjában az iWiW 4,7 millió regisztrált és 1,6 millió heti felhasználóval rendelkezett. A mobil oldal elérése átlagosan 175 ezer fölött volt havonta. Az Origo statisztikái szerint az iOS alkalmazást 37 756, az androidos verziót 34 351, a Symbiant pedig 11 139 alkalommal töltötték le.
2013 júniusában már csak naponta 120-190 ezren jelentkeztek be a szolgáltatásba. A felhasználók aktivitása is csökkent: míg 2010-ben egy felhasználó naponta nagyjából ötven oldalt töltött le, addig 2013-ban már csak 10-15 oldalt.
2014-ben az androidos mobilalkalmazást letöltő felhasználók száma 50 000-100 000 között mozgott. Bár az iWiW applikációi nem értek el osztatlan sikert, a program átlagértékelése mégis pozitívnak mondható (Android: 3+, iOS: 4+, Symbian: 3+ csillagos átlag). 2014. május 15-én az Origo Zrt. bejelentette, hogy megszünteti a szolgáltatást. Közleményük szerint, miután a rivális Facebook közösségi oldallal nem tudták tartani a versenyt és nem sikerült nyereséget termelni 2014-ben, ezért már nem hosszabbítják meg az iWiW üzemeltetéséről szóló éves szerződését az ezt kezdetektől végző Virgo Systems Kft-vel. A felhasználóknak június 25-éig volt idejük, hogy egy digitális időkapszulát kérjenek, amivel lementhették az iWiW-en tárolt adataikat. Az időkapszula offline működik, használatához csak egy böngészőre van szükség. A kapszula tartalmazza a felhasználó összes ismerősét (azok adataival együtt), üzenetét és képeit. A bezáráshoz több, egymást erősítő körülmény vezetett: a Facebook elsöprő sikere, ami több nemzetközi oldalt is elsodort (pl. MySpace), fejlesztési és üzemeltetési hibák (gyakori, napokig tartó kiesések) és az elhibázott piaci stratégia. Az Index.hu úgy értesült, hogy egy magyar gyökerű amerikai startup cég, a Datemyschool átvenné az iWiW-et az Origótól. Ezt az Origo Zrt. még aznap cáfolta, és közölte, hogy a céget közvetlenül nem keresték meg felvásárlási ajánlattal, és az eladás amúgy sem lenne lehetséges a magyar és az európai uniós adatvédelmi szabályok miatt. Az utolsó nap közel 300 felhasználó regisztrált, és mintegy 4000 üzenetet váltottak egymás közt. A bezárás hírére körülbelül 50 000 felhasználó törölte magát, így az utolsó órákban 4,55 millió felhasználó volt jelen az iWiW-en. 8,8%-uk, 400 000 felhasználó igényelt időkapszulát. Június 30-án éjfélkor az oldalra látogatókat először egy „Szerelünk… Az iWiW karbantartás miatt átmenetileg nem elérhető. Nézz vissza később!” üzenet fogadta, majd egy „Sziasztok…” üzenettel búcsúztak a fejlesztők. Később a domén már a kilépőoldalra irányított mindenkit. Az egyik alapító, Várady Zsolt 2015-ben mutatta be új közösségi oldalát, a Populust.

## Adatvédelem
A rendszer üzemeltetői adatvédelmi nyilatkozatukban kijelentették, hogy nem adják tovább a felhasználókról tudomásukra jutó információkat harmadik félnek. Az adatkezelési szabályzatban foglaltak szerint az iWiW hat napig őrizte meg azt, hogy mely fiókokba milyen IP-címekről léptek be.
Az iWiW adatvédelme többekben mégis ellenérzést váltott ki. Közülük Gyenis Balázs felhívta a figyelmet, hogy az iWiW szerződési feltételei egyoldalúak, és a felhasználók adatainak egy része akár beleegyezésük nélkül is nyilvánosságra kerülhet. Erre azt a példát hozta, hogy amikor a WiW iWiW-re váltott, a felhasználók beleegyezése nélkül nyilvánosságra kerültek a kapcsolati hálók, a fórumhozzászólások és az utolsó bejelentkezés adatai. Szerinte ezen a Google Orkutjának példájára kellene változtatni, ahol a szolgáltató cég mindig a felhasználók személyes beleegyezésére van kötelezve az adatvédelmi nyilatkozat megváltoztatásakor.
Dr. Kulcsár Zoltán, a PPOS adatvédelmi szakértője tanulmányában azt vizsgálta, hogy az iWiW adatbázisa milyen módon kerülhetett jogszerűen a T-Online-hoz.
A vita következményeképp az újabb felhasználási feltételekben már szerepelt az a kitétel, hogy a felhasználókat minden módosításról előre értesítik (és azóta valóban így is tettek).
Bár a rendszerbe bevitt kapcsolati hálót, illetve fórum-hozzászólásokat bárki böngészhette, mégis voltak, akik az iWiW-et kritizálták amiatt is, hogy – szerintük – az (akkor még Nemzetbiztonsági Hivatalnak hívott) Alkotmányvédelmi Hivatal aktívan monitorozta felhasználói politikai aktivitását. Egyes beszámolók szerint az iWiW-en közzétett adatokat a rendőrség felhasználta kormányellenes tüntetők elleni hatósági eljárásokban.
Ugyanakkor azt is hozzá kell fűzni, hogy a rendvédelmi szervek az adatgyűjtést törvényi felhatalmazás alapján végzik normál esetben. Ezek többek között az 1994. évi XXXIV. tv. a Rendőrségről valamint az 1998. évi XIX. tv. a Büntetőeljárásról szóló törvények.
A szolgáltató 2014. június 30-át követően minden felhasználói adatot megsemmisített.

## Adathalászat
2014. május 15-től, amikor az Origo bejelentette a szolgáltatás megszűnését, növekedni kezdett az olyan adathalász oldalak száma, amelyek a szolgáltatás visszahozásával, az időkapszulákban található képek, ismerősök és ismeretségi hálók importálásával verték át a felhasználókat. Az iWiW Gépház így írt: „Egyre több felhasználónk esik áldozatul az iWiW bezárását kihasználó, ártalmas adathalász oldalaknak (…) az ilyen oldalak visszaélnek az iWiW profilotokból megszerzett adatokkal”. Amennyiben a felhasználó megadta a belépési adatait, akkor az adathalász oldal mögött álló személyek június 30-ig hozzáférhettek a felhasználó iWiW fiókjához. A fiókba belépve az ott található (nem feltétlenül) publikus információkat és képeket jogosulatlanul felhasználhatták. Az időkapszulából pedig kinyerhették az ismerősök elérhetőségeit (e-mail címeket, azonnali üzenetküldő alkalmazások azonosítóit (pl. Skype), lakcímeket, telefonszámokat) és azokkal visszaélhettek. Az így szerzett e-mail-címekre tömeges, kéretlen leveleket küldhettek.

### iWiW2
Az iWiW2 oldalt 2014. május 17-én jegyeztette be az X1 Europe Kft. a www.iwiw2.com címen. Az Index.hu szerint „minden jel szerint egyértelműen egyszerű adatlopásról van szó”. Az Index és a HVG szerint az oldal mögött a Deninet Kft. állt, amelyet a SpamWiki többször is hírbe hozott kéretlen levelek terjesztésével. Az oldal nyilvános iWiW klubjának bemutatkozószövegét az iWiW Gépház egy figyelmeztető szövegre cserélte, ami értesítette a felhasználók figyelmét, hogy ez „egy adathalász oldal, akik az iWiW márkanevet használva próbálják ellopni felhasználóink e-mail címét és jelszavát”. Az oldalt és a hozzá hasonló csaló oldalakat a nevesebb vírusirtók és böngészők később blokkolták.